# Anoia (comarca)
L'Anoia è una delle 41 comarche della Catalogna, con una popolazione di 105.376 abitanti; suo capoluogo è Igualada.
Amministrativamente fa parte della provincia di Barcellona, che comprende 11 comarche.

## Lista dei comuni dell'Anoia
| città                      | superficie | popolazione | densità          |
| -------------------------- | ---------- | ----------- | ---------------- |
| Argençola                  | 47,09 km²  | 210 ab.     | 4,46 ab./km²     |
| Bellprat                   | 30,98 km²  | 89 ab.      | 2,87 ab./km²     |
| Cabrera d'Igualada         | 17,01 km²  | 944 ab.     | 55,50 ab./km²    |
| Calaf                      | 9,22 km²   | 3.271 ab.   | 354,77 ab./km²   |
| Calonge de Segarra         | 37,15 km²  | 206 ab.     | 5,55 ab./km²     |
| Capellades                 | 2,95 km²   | 5.302 ab.   | 1.797,29 ab./km² |
| Carme                      | 11,69 km²  | 726 ab.     | 62,10 ab./km²    |
| Castellfollit de Riubregós | 26,21 km²  | 202 ab.     | 7,71 ab./km²     |
| Castellolí                 | 25,28 km²  | 459 ab.     | 18,16 ab./km²    |
| Copons                     | 21,74 km²  | 289 ab.     | 13,29 ab./km²    |
| El Bruc                    | 47,21 km²  | 1.543 ab.   | 32,68 ab./km²    |
| Els Hostalets de Pierola   | 33,49 km²  | 1.879 ab.   | 56,11 ab./km²    |
| Els Prats de Rei           | 32,45 km²  | 537 ab.     | 16,55 ab./km²    |
| Igualada                   | 8,12 km²   | 35.933 ab.  | 4.425,25 ab./km² |
| Jorba                      | 30,91 km²  | 665 ab.     | 21,51 ab./km²    |
| La Llacuna                 | 52,25 km²  | 869 ab.     | 16,63 ab./km²    |
| La Pobla de Claramunt      | 18,53 km²  | 2.060 ab.   | 111,17 ab./km²   |
| La Torre de Claramunt      | 15,01 km²  | 3.063 ab.   | 204,06 ab./km²   |
| Masquefa                   | 17,06 km²  | 7.070 ab.   | 414,42 ab./km²   |
| Montmaneu                  | 13,62 km²  | 203 ab.     | 14,90 ab./km²    |
| Òdena                      | 52,65 km²  | 2.936 ab.   | 55,76 ab./km²    |
| Orpí                       | 15,23 km²  | 184 ab.     | 12,08 ab./km²    |
| Piera                      | 57,11 km²  | 12.230 ab.  | 214,15 ab./km²   |
| Pujalt                     | 31,43 km²  | 199 ab.     | 6,33 ab./km²     |
| Rubió                      | 38,53 km²  | 135 ab.     | 3,50 ab./km²     |
| Sant Martí Sesgueioles     | 3,87 km²   | 340 ab.     | 87,86 ab./km²    |
| Sant Martí de Tous         | 39,20 km²  | 1.093 ab.   | 27,88 ab./km²    |
| Sant Pere Sallavinera      | 22,02 km²  | 163 ab.     | 7,40 ab./km²     |
| Santa Margarida de Montbui | 27,58 km²  | 9.485 ab.   | 343,91 ab./km²   |
| Santa Maria de Miralles    | 25,04 km²  | 123 ab.     | 4,91 ab./km²     |
| Vallbona d'Anoia           | 6,45 km²   | 1.254 ab.   | 194,42 ab./km²   |
| Veciana                    | 38,90 km²  | 159 ab.     | 4,09 ab./km²     |
| Vilanova del Camí          | 10,30 km²  | 11.555 ab.  | 1.121,84 ab./km² |